# Progenitor

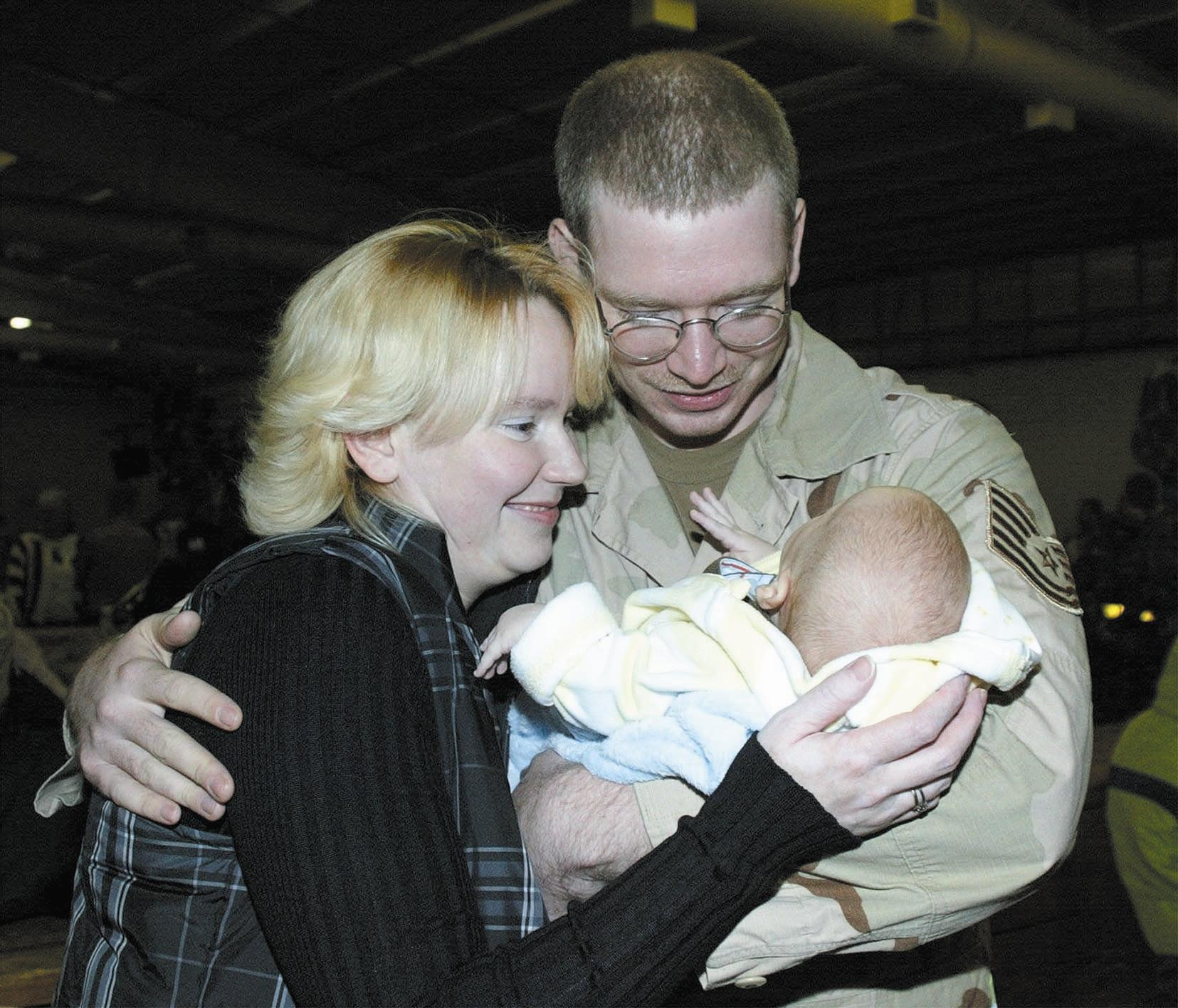
Progenitors amb un nadó

El progenitor és l'avantpassat de qui procedeix en línia directa algú o alguna família. És un cuidador de la descendència en la seva pròpia espècie. Els tipus més comuns de progenitors són mares, pares biològics, pares adoptius i avis. El grau de participació del progenitor en la vida de la seva descendència varia d'una cultura a una altra, segons el sistema de parentiu dominant i les normes sobre l'educació dels infants. Un progenitor que mostra massa poca participació pot estar fent negligència infantil, mentre que un que està massa involucrat es diu de vegades que és sobreprotector o intrusiu.

## Biologia
En biologia també anomenem relacions intraespecífiques a les relacions biòtiques que s'estableixen entre organismes de la mateixa espècie i això de divideix en un grau familiar o per grau parentiu en:
- Parental: que està format per progenitors i la prole, com passa amb el colom.
- Matriarcal: que és quan el mascle abandona la cura de la prole i se'l deixa a la femella, com succeeix en el cas dels Escorpins, rosegadors i altres mamífers.
- Filial: els pares abandonen a la prole com passa a la majoria de les espècies dels peixos.

Les associacions familiars també poden ser:
- Monògames, que és quan la forma un mascle i femella.[8] Un exemple clar pot ser el llop.
- Polígames, una femella i diversos mascles.

En el cas d'humans, els parentals són el pare i la mare. En el cas dels éssers vius que es reprodueixen asexualment, per exemple per fissió binària, la cèl·lula mare, després de la seva divisió, origina dues cèl·lules filles, és a dir, es duplica, però sense que existeixi mort per a ella.
En el cas de les espècies que posseeixen gàmetes anisògams, la qual cosa gairebé sempre està relacionat amb la presència d'un òvul, fruit de la mare i gran, i un espermatozoide, procedent del pare i petit, la major aportació nutritiva al futur descendent ho proporciona la mare. A més, quant a contingut en ADN, la mare aporta més informació genètica, ja que existeix material genètic aliè al nucli (el qual sí que és transmès de forma equitativa pels dos parentals), concretament el de mitocondris i, a plantas, també el de plasts, que es transmeten exclusivament mitjançant herència materna.